# جونغ ها-نا
جونغ ها-نا (هانغل: 징거) هي مغنية وممثلة كورية جنوبية، ولدت في 2 فبراير 1990 في أويجيونغبو في كوريا الجنوبية.

## وصلات خارجية
- جونغ ها-نا على موقع ميوزك برينز (الإنجليزية)
- جونغ ها-نا على موقع ديسكوغز (الإنجليزية)